# Kognitive Auswirkungen der Zweisprachigkeit
Zweisprachigkeit, eine Unterform der Mehrsprachigkeit, bedeutet auf individueller Ebene, zwei Sprachen zu beherrschen. Eine zweisprachige Person wird traditionell als jemand definiert, der zwei Sprachen versteht und regelmäßig produziert. Der erste Kontakt einer zweisprachigen Person mit beiden Sprachen kann bereits in der frühen Kindheit beginnen, also vor dem dritten Lebensjahr, er kann aber auch später im Leben beginnen, während der einsprachigen oder zweisprachigen Erziehung. Gleich gute Sprachkenntnisse zweisprachiger Personen kommen selten vor, da diese in der Regel je nach Bereich variieren. So kann eine zweisprachige Person zum Beispiel arbeitsbezogene Begriffe in der einen Sprache besser beherrschen und familienbezogene Begriffe in einer anderen Sprache.
Zweisprachigkeit wird mit einer Reihe kognitiver Vorteile in Verbindung gebracht. Untersuchungen über die Interaktion zwischen der Erstsprache (L1) und der Zweitsprache (L2) einer zweisprachigen Person zeigen, dass beide Sprachen sich gegenseitig und auch die kognitiven Funktionen außerhalb der Sprache beeinflussen. Untersuchungen zu exekutiven Funktionen wie Arbeitsgedächtnis, Wahrnehmung und Aufmerksamkeits-/Hemmungskontrolle legen nahe, dass Zweisprachige in verschiedenen Situationen erhebliche kognitive Vorteile gegenüber einsprachigen Gleichaltrigen haben können. Es gibt auch altersbedingte Vorteile, die vor kognitivem Abbau bei älteren Erwachsenen zu schützen scheinen.
Im Laufe der Geschichte der Forschung zu den kognitiven Vorteilen der Zweisprachigkeit hat sich die Sichtweise von einer subtraktiven zu einer additiven Perspektive gewandelt: Heute geht man davon aus, dass Zweisprachigkeit die Fähigkeiten eines Menschen eher steigert als schmälert.
Es besteht jedoch erhebliche Uneinigkeit darüber, wie die Erkenntnisse zu diesem Thema interpretiert werden sollten. Systematische Übersichtsarbeiten und Metaanalysen von Studien zu Exekutivfunktionen konnten keine überzeugenden Belege für kognitive Vorteile bei gesunden Erwachsenen oder bei Teilnehmern aus einem größeren Altersspektrum finden.

## Geschichte der Zweisprachigkeitsforschung
Laut der School of Social Sciences der Singapore Management University (SMU) gab es vor den 1960er Jahren unterschiedliche Forschungsergebnisse zu zweisprachigen Personen, die jedoch allgemein die Ansicht unterstützten, dass Zweisprachigkeit auch Nachteile mit sich bringe. Die Forscher glaubten, dass Zweisprachige einen kleineren Wortschatz und verminderte kognitive Fähigkeiten hätten. Sie dachten auch, dass Kinder, die in jungen Jahren zwei Sprachen lernen, Schwierigkeiten hätten, die beiden Sprachen zu differenzieren und ihre Fähigkeiten so zu verbessern, dass sie in beiden Sprachen kompetent werden. Die Vorstellung, dass Zweisprachigkeit der sprachlichen und kognitiven Entwicklung eines Kindes schade, hielt sich hartnäckig. Einer historischen Übersicht im Journal of Genetic Psychology zufolge vertraten verschiedene Forscher diese Ansicht und stellten ein „Problem der Zweisprachigkeit“ oder den „behindernden Einfluss der Zweisprachigkeit“ fest. Nachfolgende Studien berichteten, dass Zweisprachige bei IQ-Tests schlechter abschnitten und in den meisten Aspekten der Sprachentwicklung darunter litten. Diese Sichtweisen auf Zweisprachigkeit könnten aus Studien stammen, die den sozioökonomischen Status nicht berücksichtigten und IQ-Tests an nicht kompetenten Sprechern einer Zweitsprache in dieser Zweitsprache durchführten. Viele dieser Studien verwendeten auch nicht standardisierte und subjektive Definitionen von Zweisprachigkeit und einer zweisprachigen Person und bezeichneten jemanden als zwei- oder einsprachig aufgrund von Annahmen, die auf der nationalen Herkunft der Eltern oder dem Familiennamen basierten.
Der Ton der Forscher änderte sich Ende der 1950er/Anfang der 1960er Jahre, als Eric Heinz Lenneberg, Noam Chomsky und Morris Halle das Feld der Biolinguistik mitbegründeten und die Rolle der Biologie in der Sprache erforschten. Ihre Ideen führten dazu, dass andere sich mehr mit der Rolle der menschlichen Entwicklung befassten. Ein Wendepunkt kam 1962 durch eine Studie, die sowohl soziodemografische Faktoren wie Alter, Geschlecht und sozialer Status berücksichtige als auch eine standardisierte Definition für Zweisprachigkeit im Gegensatz zu Einsprachigkeit anwendete. Die Studie ergab, dass Zweisprachigen offenbar erhebliche Vorteile gegenüber ihren einsprachigen Altersgenossen hatten. In Weiterführung dieser Studie begann die Forschung ab diesem Zeitpunkt ihren Schwerpunkt zu verlagern und untersuchte Bereiche der kognitiven Entwicklung und Fähigkeiten wie Wahrnehmung und exekutive Funktionen. 1967 wurde mit der Veröffentlichung von Lennebergs bahnbrechendem Buch Biological Foundations of Language erstmals die Idee einer kritischen Phase des Spracherwerbs eingeführt, die heute besser als sensible Phase bekannt ist und die Ideen zur Zweisprachigkeit weiter beeinflusste. 1977 veröffentlichte das American Institutes for Research eine einflussreiche Studie, die Zweisprachigkeit im Hinblick auf die Bildung diskutierte – wie sie die Leistung eines Kindes im Vergleich zu Gleichaltrigen beeinflusst. Diese Studie spielte eine große Rolle für unser Verständnis der Mehrsprachigkeit und ihrer Auswirkungen auf das Gehirn.
Seit den späten 1970er Jahren haben Forscher weitere kognitive Vorteile der Zweisprachigkeit festgestellt, darunter bessere Aufmerksamkeit, Aufgabenwechsel und Schutz vor altersbedingtem Leistungsabfall. Im Laufe der Zeit hat auch die Zahl der Zweisprachigen in den Vereinigten Staaten zugenommen. Während das United States Census Bureau keine direkten Umfragen zur Zweisprachigkeit durchführt, werden Umfragen zu den im Haushalt gesprochenen Sprachen durchgeführt. Nicht englischsprachige Haushalte werden auch nach Englischkenntnissen befragt. Eine Interpretation der Ergebnisse des Census Bureau aus dem Jahr 2012 ergab, dass 1980 11 % der Bevölkerung zweisprachig waren, 1990 14 % und 2012 20 %.

## Kognitive Vorteile

### Exekutive Funktion
Eine Exekutivfunktion ist eine Gruppe hochrangiger kognitiver Prozesse, die bei zielgerichteten Aufgaben wie Problemlösung, geistiger Flexibilität, Aufmerksamkeitskontrolle, Hemmungskontrolle und Aufgabenwechsel helfen. Ein Großteil der aktuellen Forschung zu den kognitiven Auswirkungen der Zweisprachigkeit untersucht die mögliche Beziehung zwischen Zweisprachigkeit und Exekutivfunktion; Einsprachige und Zweisprachige können Unterschiede in der Exekutivfunktion aufweisen. Studien, die Alter und Hintergrundfaktoren wie sozioökonomischer Status abgleichen, haben ergeben, dass Zweisprachige, die die geistigen Anforderungen des Erlernens mehrerer Sprachen erleben, möglicherweise eine größere Exekutivkontrolle haben und andere kognitive Vorteile erfahren als ihre einsprachigen Altersgenossen. Die Exekutivfunktion kann auch Auswirkungen auf ältere Erwachsene haben. Erwachsene, die in jungen Jahren eine zweite Sprache gelernt haben, zeigen eine bessere Kontrolle und Hemmungskontrolle als einsprachige Erwachsene sowie einen größeren Schutz vor kognitivem Abbau wie Demenz. Bemerkenswerterweise diskutieren einige Wissenschaftler weiterhin, ob ein zweisprachiger Vorteil bei der Exekutivfunktion besteht, wobei einige Studien und Metaanalysen zu gegenteiligen Schlussfolgerungen kommen.

#### Bimodale Zweisprachigkeit
Unimodale Zweisprachige sind Personen, die zwei Lautsprachen beherrschen. Im Gegensatz dazu beherrschen bimodale Zweisprachige Sprachen in unterschiedlichen Modalitäten (d. h. eine Laut- und eine Gebärdensprache). Studien haben gezeigt, dass unimodale und bimodale Zweisprachige bei ihrem Sprachgebrauch mit unterschiedlichen Faktoren und Anforderungen konfrontiert sind. In einer einsprachigen Gesprächssituation müssen unimodale Zweisprachige den Gebrauch einer ihrer Sprachen stärker unterdrücken als bimodale Zweisprachige, während sie die andere Sprache verwenden. Dies liegt daran, dass die Verwendung eines gesprochenen Wortes in einer anderen Sprache den Zuhörer verwirren würde, während die Verwendung eines Gebärdenwortes den Zuhörer weniger ablenken würde, selbst wenn er die Bedeutung der Gebärden nicht kennt.
Im Jahr 1998 schlug David Green sein inhibitory control model vor, das sich auf das ständige Bedürfnis eines Zweisprachigen bezieht, eine Sprache zu unterdrücken, während er eine andere verwendet. Da diese Aufgabe die Unterdrückung einer Ablenkungsquelle erfordert, wird diese Art der Kontrolle dann auf andere Aufgaben angewendet. Diese Behauptung wurde durch eine Studie untermauert, in der unimodale und bimodale Zweisprachige verglichen wurden. Da bimodale Zweisprachige sich in beiden Sprachen gleichzeitig ausdrücken können, benötigen sie möglicherweise weniger Hemmung. Diese Idee wurde durch die Ergebnisse der Studie unterstützt; nur unimodale Zweisprachige hatten einen Vorteil, gemessen an der Flanker-Aufgabe (einer kognitiven Aufgabe, die Aufmerksamkeitsfokus und Hemmung misst). Bimodale Zweisprachige wechseln auch weniger häufig die Sprachen (sog. Code-Switching), da sie eher beide Sprachen gleichzeitig verwenden als vollständig von einer zur anderen zu wechseln. Aus diesem Grund stellten die Forscher dieser Studie die Hypothese auf, dass es der Wechsel zwischen den Sprachen sein könnte, der unimodalen Zweisprachigen den Vorteil verschafft.

##### Zweisprachigkeit vs. exekutive Kontrolle
Diaz und Hakuta gingen einer ursprünglichen Frage zum potenziellen zweisprachigen Vorteil nach: Lernen Kinder mit größeren kognitiven Fähigkeiten eher mehr als eine Sprache oder könnte die Kenntnis mehrerer Sprachen zu einer verbesserten kognitiven Leistungsfähigkeit beitragen? Sie führten an einer zweisprachigen Stichprobe von Kindern Raven’s Progressive Matrices durch, eine Reihe nonverbaler Tests zur Messung der kognitiven Fähigkeiten. Die Ergebnisse zeigten, dass ihre Stichprobe eine höhere Korrelation mit dem Grad der Zweisprachigkeit bzw. der Sprachkompetenz und den Testergebnissen aufwies. Dementsprechend legte diese Studie nahe, dass Zweisprachigkeit die kognitiven Fähigkeiten durch die Leistung vorhersagt. Außerdem lernen zweisprachige Muttersprachler oft eine der Sprachen aufgrund des familiären Umfelds, in dem die Verwendung beider Sprachen erforderlich ist. Es ist weniger wahrscheinlich, dass Kinder in einsprachigen Haushalten Zweitsprachen durch individuelle, angeborene kognitive Fähigkeiten lernen.

#### Kontroverse um die Vorteile der Zweisprachigkeit
Die Vorstellung, dass Zweisprachigkeit die exekutiven Funktionen verbessert, wird unter Forschern nicht allgemein akzeptiert. Gemischte experimentelle Ergebnisse haben zu erbitterten, gegensätzlichen Ansichten geführt.
Die Forschungsmethoden beider Gruppen, die für und gegen die Vorteile der Zweisprachigkeit sind, sind umstritten. Einige Forscher, die diese Ansicht vertreten, argumentieren, dass die Korrelationen zwischen Zweisprachigkeit und Exekutivfunktionen inkonsistent sind, da sie sich auf Ergebnisse mit kleinen Stichprobengrößen, Publikationsbias und nicht einheitlichen Definitionen stützen. Darüber hinaus argumentieren sie, dass Zweisprachige nicht bei allen Aufgaben der Exekutivfunktionen durchgängig besser sind und dass bestehende Studien nur Zweisprachige mit Einsprachigen vergleichen und nicht Zweisprachige mit unterschiedlichen Sprachkompetenzen miteinander verglichen werden. Umgekehrt weisen Forscher, die einen Vorteil der Zweisprachigkeit unterstützen, darauf hin, dass Tests der Exekutivfunktionen zwar die Robustheit der Ergebnisse untergraben können, gegenteilige Ergebnisse jedoch von Forschern außerhalb des Zweisprachigkeitsfeldes stammen und neue bildgebende Verfahren historische Ergebnisse eines Vorteils der Zweisprachigkeit robust bestätigen und darauf aufbauen.

### Parallele Aktivierung beider Sprachen
Zweisprachige Menschen verfügen häufig über mehr Kenntnisse in bestimmten Sprachbereichen, was zu einer dominanten „L1“-Sprache (Erstsprache) und einer weniger dominanten „L2“-Sprache (Zweitsprache) führt. Untersuchungen zeigen, dass, wenn eine zweisprachige Person, die beide Sprachen beherrscht und nur L1 oder L2 verwendet, beide Sprachen gleichzeitig phonologisch und semantisch aktiv sind und sich überlappende neuronale Repräsentationen teilen. Diese Aktivierung wird durch elektrophysiologische Leistungsmessungen beim Hören von Sprache, beim Lesen von Wörtern in einer der beiden Sprachen oder sogar beim Planen von Sprache in einer der beiden Sprachen gezeigt. Studien zur Zweisprachigkeit befassten sich historisch mit Sprachen, die das lateinische Alphabet gemeinsam haben, bei denen die gemeinsame Aktivierung von Sprachen intuitiver Sinn ergeben könnte. Eine gemeinsame Aktivierung von L1 und L2 wurde jedoch auch bei Zweisprachigen beobachtet, deren beide Sprachen unterschiedliche Schriftsysteme, lexikalische Formen (z. B. Japanisch und Englisch) und Modalitäten (z. B. Englisch und amerikanische Gebärdensprache) haben.

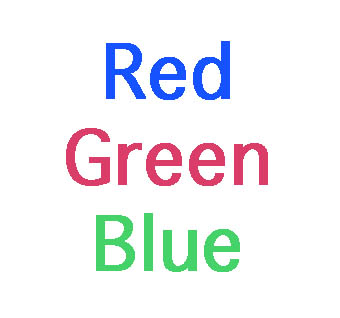
Die Stroop-Aufgabe, bei der Farbnamen in einer anderen Farbe angezeigt werden, testet Hemmung und Ablenkung.

Die Tatsache, dass beide Sprachen ständig aktiviert sind, bedeutet, dass sie potenziell um kognitive Ressourcen konkurrieren. Zweisprachige müssen diesen Wettbewerb irgendwie kontrollieren können, um nicht die falsche Sprache zur falschen Zeit zu verwenden. Unter Hemmung versteht man die Fähigkeit, irrelevante Informationen zu ignorieren und sich somit nicht von nicht zielgerichteten Reizen ablenken zu lassen. Hemmung könnte das exekutive Kontrollsystem sein, das eine erfolgreiche sprachliche Auswahl ermöglicht, selbst wenn bei Zweisprachigen beide Sprachen gleichzeitig aktiviert sind. De Groot & Christofells (2006) haben eine Unterscheidung zwischen zwei Arten von Hemmung vorgeschlagen, die auftreten können: globale Hemmung und lokale Hemmung. Globale Hemmung bezieht sich auf die Unterdrückung eines ganzen Sprachsystems, z. B. die Hemmung von Spanisch beim Sprechen von Englisch, und lokale Hemmung bezieht sich auf die Hemmung eines spezifischeren konkurrierenden Vokabulars, z. B. die Übersetzung desselben Wortes oder derselben Phrase. Lokale Hemmung beeinträchtigt hauptsächlich die sprachliche Leistung, während globale Hemmung sowohl die sprachliche als auch die kognitive Leistung beeinträchtigt.
Die Hemmung der Sprache auf unterschiedliche Weise kann sich auf nicht-linguistische und linguistische kognitive Verarbeitung auswirken. Ein Test, der beispielsweise häufig zur Beurteilung dieser exekutiven Funktion verwendet wird, ist die Stroop-Aufgabe, bei der das Wort für eine Farbe in einer anderen Farbe gedruckt wird als der Name (z. B. das Wort „rot“ in blauer Tinte). Dies führt zu Interferenzen und Ablenkungen; die Reaktionszeiten werden gemessen, um festzustellen, wie abgelenkt die Person durch das inkongruente Wort und die Farbe ist. Zweisprachige haben im Vergleich zu einsprachigen Personen bessere Leistungen bei der Stroop-Aufgabe gezeigt, was darauf hindeutet, dass Zweisprachige einen stärker ausgeprägten Hemmungsprozess haben, möglicherweise aufgrund der ständigen Hemmung ihrer Nicht-Zielsprache.

### Fähigkeiten im Zusammenhang mit der Exekutivfunktion
Zweisprachige Personen haben auch Vorteile bei der metalinguistischen Fähigkeit gezeigt, die eng mit der exekutiven Funktion verbunden zu sein scheint. Metalinguistisches Bewusstsein ist das Verständnis der Trennung zwischen der Struktur einer Sprache und ihrer Bedeutung. Zum Beispiel die Fähigkeit, die Grammatik eines Satzes unabhängig davon zu beurteilen, ob er Sinn ergibt, oder die Fähigkeit, die Laute, aus denen ein Wort besteht, von der Bedeutung des Wortes zu trennen. Metalinguistisches Bewusstsein beinhaltet Hemmung oder die Fähigkeit, störende Informationen wie Semantik zu unterdrücken. Metalinguistische Fähigkeiten könnten auch durch Zweisprachigkeit ausgeübt werden, da eine zweisprachige Person ihr Wissen über ein anderes Sprachsystem unterdrücken muss, wenn sie in einer ihrer Sprachen arbeitet.
Eine verbesserte Theory of Mind, also die Fähigkeit, die Gedanken anderer zu verstehen, wird ebenfalls mit Zweisprachigkeit in Verbindung gebracht. Eine Metaanalyse aus dem Jahr 2018 ergab, dass zweisprachige Kinder bei einem Theory of Mind-Test besser abschnitten als einsprachige Kinder.

## Leistungen im Alter
Es besteht ein wachsendes Forschungsinteresse an den Vorteilen der Zweisprachigkeit gegen altersbedingten kognitiven Abbau. Klein & Viswanathan stellten fest, dass der bei älteren Erwachsenen beobachtete normale Rückgang der Aufmerksamkeitskontrolle bei Zweisprachigen reduziert war, was darauf hindeutet, dass Zweisprachigkeit vor altersbedingten kognitiven Defiziten schützen kann. Ältere Zweisprachige zeigen bessere Fähigkeiten zum Aufgabenwechsel, können nicht verwandte Informationen ignorieren und die beste Formulierung wählen. Zweisprachigkeit kann einer der Umweltfaktoren sein, die zur „kognitiven Reserve“ beitragen. Kognitive Reserve ist die Idee, dass die Teilnahme an anregenden körperlichen oder geistigen Aktivitäten die kognitiven Funktionen bei gesundem Altern aufrechterhalten und den Beginn demenzbedingter Gedächtnisverluste verzögern kann. Zu den beitragenden Faktoren gehören Bildung, beruflicher Status, höhere sozioökonomische Klasse und körperliche, geistige und soziale Aktivitäten.
Um den Schutz der Zweisprachigkeit vor der Alzheimer-Krankheit (AD) zu testen, untersuchten Bialystok et al. (2007) Krankenhausakten von ein- und zweisprachigen Patienten, bei denen verschiedene Arten von Demenz diagnostiziert worden waren. Nach Berücksichtigung verschiedener kognitiver Faktoren stellten die Forscher fest, dass die Symptome bei Zweisprachigen später auftraten und die Diagnose im Durchschnitt etwa 3–4 Jahre später gestellt wurde als bei Einsprachigen. Dies ließ sich bei allen Patienten wiederholen, bei denen AD diagnostiziert wurde. Zu beachten ist, dass die Studien nicht zeigten, dass Zweisprachigkeit direkt vor AD schützt, sondern vielmehr über einen längeren Zeitraum funktionelle Kognition ermöglicht und so den Symptombeginn bei den Erkrankten verzögert. So wiesen beispielsweise in einer Alzheimer-Studie Zweisprachige tatsächlich mehr Pathologien (Krankheitsanzeichen) und Schäden auf als die einsprachigen Patienten. Dies deutet darauf hin, dass der aktive Gebrauch der beiden Sprachen vor den Symptomen der Krankheit schützt. Bereiche des Gehirns, die kognitive Kontrolle ermöglichen, könnten von der zweisprachigen Erfahrung profitiert haben und so die kognitive Funktion im Alter verbessern.
Mehrere andere Studien bestätigten den Befund, dass Zweisprachigkeit zur kognitiven Reserve beiträgt. Abutalebi et al. (2015) verwendeten beispielsweise den Flanker-Test, um unimodale Zweisprachige und Einsprachige zu untersuchen, die nach Bildungsniveau und sozialem Status verglichen wurden. Obwohl die Stichprobengröße dieser Studie relativ gering war, bestätigten die Ergebnisse frühere Forschungsergebnisse: Die Zweisprachigen schnitten bei allen experimentellen Aufgaben besser ab als die Einsprachigen, und die neuronale Bildgebung der Einsprachigen zeigte mehr Anzeichen altersbedingter Auswirkungen auf die Aufgabenausführung und eine geringere Dichte der grauen Substanz, die mit Gedächtnis- und Funktionsverlusten in Zusammenhang steht. Umgekehrt zeigte die neuronale Bildgebung der Zweisprachigen eine höhere Dichte der grauen Substanz.

## Erwerbsalter
In der Linguistik wird darüber diskutiert, ob das Alter, in dem man die zweite Sprache erwirbt, Auswirkungen auf die kognitiven Vorteile hat. Zweisprachige Kinder, die früh eine zweite Sprache erwerben, entwickeln möglicherweise früher, etwa im Alter von 3 Jahren, exekutive Funktionen als einsprachig hörende Kinder, die exekutive Funktionen im Alter von etwa 4 oder 5 Jahren entwickeln. In Studien, bei denen Alter, verbale Fähigkeiten und sozioökonomischer Status kontrolliert wurden, schnitten gleichzeitig zweisprachig aufwachsende Kinder bei Aufgaben zur exekutiven Funktion, wie dem Attention Network Test, der die Aufmerksamkeitskontrolle misst, besser ab als Altersgenossen, die einsprachig aufwachsen oder die ihre zweite Sprache später erlernten.

## Sprache

### Sprachgebrauch
Werner Leopold, ein Pionier der Kindersprachen- und Zweisprachigkeitsforschung, gelangte zu zahlreichen Forschungsergebnissen, indem er den Sprachgebrauch seiner Tochter beobachtete. Bei seinen Studien stellte er fest, dass seine Tochter „lose Verbindungen“ zwischen der (phonetischen) Struktur von Wörtern und ihrer Semantik (Bedeutung) hatte, da sie häufig englische Wörter durch deutsche Wörter ersetzte und umgekehrt. Dies war in ihrer Alltagssprache und in gut einstudierten Liedern oder Reimen zu erkennen. Er stellte fest, dass sie eine größere Flexibilität im Sprachgebrauch hatte, die bei einsprachigen Kindern ihres Alters nicht zu beobachten war. Leopold überlegte, dass diese lose Verbindung zwischen Bedeutung und Form eines Wortes vielleicht zu abstrakterem Denken oder größerer geistiger Flexibilität bei zweisprachigen Kindern führen könnte. Im Anschluss an diese Studie wurden mehrere weitere Studien durchgeführt, um ähnliche Dinge zu testen und mehr über die geistigen Fähigkeiten Zweisprachiger in Bezug auf ihre Sprachen herauszufinden.

### Semantische Entwicklung
Anita Ianco-Worrall, Autorin von Bilingualism and Cognitive Development, entwarf eine Studie, um Leopolds Beobachtungen zu überprüfen, und konnte sie replizieren. Sie testete zwei Gruppen von einsprachigen und zweisprachigen Kindern im Alter von 4–6 und 6–9 Jahren. Diese Teilnehmer erhielten Aufgaben, um festzustellen, ob sie beim Kategorisieren von Wörtern eine semantische oder phonetische Präferenz zeigten. Ein Beispiel für eine Aufgabe in der Studie war, zu entscheiden, welches der beiden Wörter, entweder can (können) oder hat (Hut), dem Wort cap (Kappe) ähnlicher ist. Die semantische Wahl wäre hat, während die phonetische Wahl can wäre. Andere Aufgaben waren so konzipiert, dass sie eine Wahl zwischen der semantischen und der phonetischen Interpretation von Objekten boten.
Die Ergebnisse der Studie von Ianco-Worrall zeigten, dass es zwar zwischen ein- und zweisprachigen Kindern keine Unterschiede im Verständnis der verwendeten Wörter gab, dass jedoch 54 % der jüngeren zweisprachigen Kinder im Gegensatz zu ihren einsprachigen Altersgenossen durchweg eine semantische Präferenz zeigten. Bei einsprachigen Kindern nahm die semantische Präferenz mit dem Alter zu, was darauf hindeutet, dass zweisprachige Kinder ein Stadium der semantischen Entwicklung 2–3 Jahre früher erreichen als ihre einsprachigen Altersgenossen. Dieses Ergebnis steht in krassem Widerspruch zu den früheren Forschungsergebnissen und Behauptungen über Zweisprachigkeit, die davor warnten, dass Zweisprachigkeit die sprachliche Entwicklung von Kindern hemmt.

### Sprachstruktur und Sprachbewusstsein
In ihrem Buch In Other Words untersuchten Ellen Bialystok und Kenji Hakuta, beide Professoren für Zweisprachigkeit, die Idee, dass „die Kenntnis zweier Sprachen mehr ist als die Summe ihrer Teile“. Sie argumentierten, dass Zweisprachigkeit sprachliche Vorteile mit sich bringt und dass diese mehr sind als nur die Fähigkeit, zwei Sprachen zu sprechen. Ein Kind, das zwei Sprachen lernt, deren Strukturen und Regeln sich deutlich voneinander unterscheiden, muss kognitiv anspruchsvoll denken. Ein Beispiel für diese kognitive Anforderung in Aktion wäre die Willkür von Bezeichnungen für Objekte oder die Unterscheidung und Verwendung zweier unterschiedlicher grammatikalischer oder syntaktischer Strukturen. Diese Bereiche sind für ein Kind recht schwer zu erlernen, aber es hat sich gezeigt, dass sie mit der Entwicklung während der Kindheit das Verständnis für die Struktur der Sprache verbessern und ein größeres Bewusstsein für Bedeutung vermitteln. Zweisprachige entwickeln das, was als metasprachliches Bewusstsein bezeichnet wird.

### Lesefähigkeit
Zweisprachigkeit kann sich auch auf die Lesefähigkeit auswirken. Bialystok beobachtete die Lesefähigkeit zweisprachiger Kinder und wie die Kinder Verbindungen zwischen dem gesprochenen und geschriebenen Sprachsystem herstellten. Den Kindern wurde eine „Bewegungswortaufgabe“ gestellt, bei der sie ein geschriebenes Wort einem Objekt auf einer Karte zuordnen mussten. Das richtige Zuordnen der beiden Wörter nach dem Neuordnen der Karten deutete darauf hin, dass das Kind die geschriebenen Wörter als Darstellungen bestimmter Wörter verstehen konnte, deren Bedeutung sich nicht ändern kann. Vergleiche mit einsprachigen Kindern deuteten auf einen Vorteil bei der Lesefähigkeit hin, da die zweisprachigen Kinder die gleichen Werte erreichten wie einsprachige Kinder, die ein Jahr älter waren. Dies kann auf stärkere Verbindungen zwischen gesprochenen und geschriebenen Sprachen zurückgeführt werden. Andere zweisprachige Forscher stellten eine Beziehung zwischen phonologischem Bewusstsein und Worterkennung bei spanischsprachigen Kindern fest, die Englisch lesen lernten; phonologische und Wortkenntnisse sagten voraus, wie gut ein Kind englische Wörter erkennen konnte. Dies deutete darauf hin, dass zweisprachige Kinder das in L1 entwickelte phonologische Bewusstsein auf die Lesefähigkeit in L2 anwenden könnten.

### Vokabular
Frühere Forschungsergebnisse legen nahe, dass Zweisprachige bezogen auf eine bestimmte Sprache über einen kleineren Wortschatz verfügen als soziodemografisch vergleichbare Einsprachige derselben Sprache. Da Zweisprachige Wortschatz aus beiden Sprachen ansammeln, verfügen sie in Summe über einen viel größeren Wortschatz als Einsprachige, wenn man beide Sprachen berücksichtigt. Innerhalb jeder Sprache haben Zweisprachige jedoch einen kleineren Wortschatz und brauchen länger, um Bilder zu benennen, wie standardisierte Wortschatztests wie der Peabody Picture Vocabulary Test und der Boston Naming Test zeigen. Eine mögliche Erklärung könnte sein, dass die Häufigkeit der Verwendung von Wörtern mit einer erhöhten lexikalischen Zugänglichkeit zusammenhängt, d. h., auf häufiger verwendete Wörter wird schneller zugegriffen. Frühere Studien, die Kompetenzunterschiede zwischen Zwei- und Einsprachigen auf einen geringeren Wortschatz und eine kürzere Sprachgebrauchszeit zurückführten, konzentrierten sich möglicherweise zu wenig auf eine Sprache und berücksichtigten nicht das gesamte Wissen in beiden Sprachen. Darüber hinaus macht die Notwendigkeit, das geeignete Sprachsystem auszuwählen, die normale Sprachverarbeitung mühsamer. Der einfache Akt des Abrufens eines gemeinsamen Wortes ist für Zweisprachige aufgrund der Konkurrenz der beiden Sprachen mühsamer als für Einsprachige.
Eine Studie von Bialystok, Luk, Peets und Yang aus dem Jahr 2010 weist darauf hin, dass bestimmte Vokabeltests je nach Bereich, aus dem die Testwörter stammen, niedrige Werte für zweisprachige Kinder ergeben können. So stellte das Forschungsteam beispielsweise fest, dass einsprachige und zweisprachige 6-Jährige in ihrer Studie ähnliche Werte für englische Wörter erzielten, die mit der Schule in Verbindung standen. Wenn die Kinder jedoch auf englische Wörter getestet wurden, die mit dem Zuhause in Verbindung standen, waren die Werte für die zweisprachigen (Englisch-Spanisch) Kinder deutlich niedriger. Die Forscher interpretieren dieses Ergebnis als Ausdruck einer Asymmetrie in den Vokabelbereichen und der Sprachexposition: einsprachige und zweisprachige Kinder waren gleichermaßen dem Schulkontext in derselben Sprache (Englisch) ausgesetzt, aber Englisch wurde im häuslichen Umfeld der zweisprachigen Kinder nicht häufig verwendet. Der Sprachkontext könnte für die Fachkompetenz eine größere Rolle spielen als die allgemeine Sprachkompetenz.

### Auswirkungen auf L1 bei längerer Einwirkung von L2
Es wird vermutet, dass für eine zweisprachige Person, die sich längere Zeit in einem Umfeld aufhält, in der eine der beiden Sprachen dominiert, diese Exposition auch Auswirkungen auf die andere Sprache hat. Beispielsweise erfährt eine Person in Immersionskontexten einen reduzierten Zugang zu L1 und umfangreichen Kontakt mit L2, was die Verarbeitung von L2 beeinflusst und erleichtert. Dies kann jedoch auch die Verarbeitung ihrer L1 beeinträchtigen, beispielsweise durch erhöhte Schwierigkeiten beim Benennen von Objekten und bei der Phonologie.
Um diese Hypothese zu testen, untersuchten Dussias & Sagarra (2007), wie Personen vorübergehend mehrdeutige Phrasen interpretierten. Zum Beispiel: Alguien disparó al hijo de la actriz que estaba en el balcón = Jemand hat den Sohn der Schauspielerin erschossen, die/der auf dem Balkon war. Auf die Frage ¿Quien estaba en el balcón? = Wer war auf dem Balkon? antworten einsprachige Spanischsprecher normalerweise el hijo = der Sohn, da sie eine hohe Bindungspräferenz haben, d. h. sie hängen das Modifikator an die „höhere“ Verbphrase [erschoss den Sohn]. Dies unterscheidet sich von einsprachigen Englischsprechern, die normalerweise mit der Schauspielerin antworten, da sie eine niedrige Bindungspräferenz haben, d. h. sie hängen das Modifikator an die „niedrigere“ Verbphrase [die Schauspielerin, die auf dem Balkon war] an. Die Forscher fanden heraus, dass Spanisch-Englisch-Zweisprachige in einer spanischsprachigen Umgebung die typische spanische Strategie der hohen Bindung bevorzugten. Spanisch-Englisch-Zweisprachige in einer englischsprachigen Umgebung bevorzugten jedoch die typische englische Strategie der niedrigen Bindung, selbst wenn sie den Satz auf Spanisch, ihrer dominanten Sprache, lasen. Dies kann daran liegen, dass sie mehr mit englischen Konstruktionen in Berührung kommen und diese ihnen dadurch leichter zugänglich sind. Insgesamt unterstützt dies jedoch die Idee, dass die Zweitsprache, in diesem Fall Englisch, die Art und Weise beeinflusst, wie spanische Muttersprachler ihre Erstsprache verwenden.